# Irinel Anghel
Irinel Anghel   (Bucarest, 14 de maig de 1969) és una compositora romanesa.

## Biografia
Irinel Anghel va estudiar piano al "George Enescu Music Lyceum" fins al 1988, després a la "National University of Music" de Bucarest, composició amb Octavian Nemescu, musicologia amb Octavian Lazăr Cosma, anàlisi amb Adrian Iorgulescu, història de la música amb Liviu Dănceanu, harmonia amb Adrian Rațiu i orquestració amb Nicolae Beloiu. Va obtenir un màster en musicologia l'any 1995, un grau en composició el 1997 i un doctorat en composició el 2003.

## Carrera professional
L'any 1990 va fundar el conjunt de música contemporània "Pro Contemporania", del qual és membre i directora musical des d'aleshores. De 1994 a 2003 va ser assistent a l'Institut d'Història de l'Art George Oprescu. Des de 1996 és editora de la revista de la Unió de Compositors Romanesos Muzica. El 1997 va publicar el llibre Orientări, direcții, curente ale muzicii românești din a doua jumătate a secolului XX (Tendències, objectius i camins de la música romanesa a la segona meitat del segle XX). També escriu per a diverses revistes especialitzades i col·labora en la guia de música de cambra d'Ingeborg Allihn (J.B. Metzlersche Verlagsbuchhandlung 1998).
El 2003 i el 2010 al 2012 va ser directora adjunta de la "Săptămâna Internațională a Muzicii Noi" (Setmana Internacional de Música Contemporània) a Bucarest. El 2004 va fundar el festival crossover "MultiSonicFest", del qual és la directora artística.

## Obra
- Morfogeneza per a flauta, clarinet, fagot i bateria, 1991
- Subconversații per a violí, clarinet, trombó i bateria, 1992
- Invocatio per a conjunt instrumental o vocal, 1992
- Sonata per a violoncel, 1993
- For Elise, quartet de corda, 1993
- Muzica pentru Vassarely per a orquestra, 1994
- Mitul lui Sisif per a orquestra, 1995
- Turnul Babel per a orquestra, 1995
- H.E.D.E.B.E.G per a flauta, clarinet, piano, veu, bateria, violí i violoncel, 1996
- Rezonanțe per a viola, violoncel, piano i percussió, 1997
- Entre le Ciel et l'Enfer – Homenatge a Bosch per a oboè, clarinet, fagot, piano, percussió, violí i violoncel, 1997
- Rinocerii per a orquestra, 1997
- Miro en Miroir – Homenatge a Miró per a flauta, 1998
- La Dissolution de la Persistance de la Memoire, música incidental per a tres percussionistes, contrabaix, orgue, acordió i celesta, 1998
- Peștera inimii per a violoncel i percussió, 1998
- Mondes Impossibles I – Homenatge a Escher per a orquestra, 1998
- Equilibri efímer per a fagot, 1999
- Silhouettes fantomatiques per a dos violoncels, bateria i trompeta, 1999
- La Persistance de la Memoire – Homenatge a Dali per a quatre percussionistes, violí, viola, violoncel, orgue i acordió, 1999
- Povestea celor trei care au visat per a clarinet, violí, piano, Khaen, bateria i trompeta, 1999
- Le Quasi – Infini per a dues flautes, acordió, violí i viola, 1999
- Distàncies per a dues trompetes, clavicèmbal i orquestra, 1999
- Metablues per a piano, 2000
- Everything and Nothing per a viola i harmònica, 2000
- Chimeres – Homenatge a Rene Magritte per a orquestra, 2000
- Laberints per a solista i orquestra de cambra, 2001
- Visions provoquées par un mystère per a violoncel, piano, percussió, khaen i cinta, 2001
- Fascinació per violoncel, Guzheng, Khaen i cinta, 2002
- Música d'actuació per a Amanții insângerați